# 黒須一雄
黒須 一雄（くろす かずお、1956年 - ）はコンピュータゲームのプログラマ。株式会社ゲームスタジオ相談役。

## 人物
1979年4月、ナムコに入社。長野事務所で1ヶ月、横浜サービスセンターで8ヵ月の研修ののち、ビデオゲーム開発を行っていた開発一課に配属。開発用機材の作成に始まり、プログラマとして深谷正一、岩谷徹とともに同社の黎明期を支えた。
後輩の面倒見がよく、後進の育成面での影響も大きかった深谷が「神様」と称されていたのに対し、難解な、常人には理解不能なプログラム技術を持ってハード的制約を打ち破り、不可能に思える仕様を可能にしてしまうことから「悪魔」の通り名を以って呼び倣わされた。岩谷は「天才肌。昼間は仕事をしていないように見えるのに、翌朝には企画が提示した仕様の先々を見越したプログラムを実装していた」と黒須を評し、『ボスコニアン』や『リブルラブル』で共に仕事をした佐藤誠市は「急きょ仕様を追加する際、口頭での説明中もコンピュータ画面に向かってキーボードを操作しているだけだったが、それは仕様を聞きながらその場で実装しプログラムを完成させていた」とのエピソードを語っている。特に『リブルラブル』の仕様を完成させるには、黒須のプログラムなくては不可能だったとまで言われている。
1985年、遠藤雅伸とともに独立し、株式会社ゲームスタジオを設立。以降も取締役に身を置きつつ、プログラマとして現役で活動していた。
2022年10月、ゲームスタジオ取締役を退き、相談役に就任。

## 作品
- ラリーX
- ボスコニアン
- セガ・ギャラガ - SG-1000版移植
- リブルラブル
- ゼビウス - ファミコン版移植
- ドルアーガの塔 - ファミコン版 SOFTWARE SUPPORT
- ウィザードリィ - ファミコン版 Software Supervisor
- 機動戦士Ζガンダム・ホットスクランブル - CHARACTER CODED
- ウィザードリィII - ファミコン版 Main Programmer
- ウィザードリィIII - ファミコン版 Main Programmer
- 天下一武士 ケルナグール
- ウィザードリィV - スーパーファミコン版 Main Programmer
- エアーズアドベンチャー